# グルクロノキシラン 4-O-メチルトランスフェラーゼ
グルクロノキシラン 4-O-メチルトランスフェラーゼ(Glucuronoxylan 4-O-methyltransferase、EC 2.1.1.112)は、以下の化学反応を触媒する酵素である。
S-アデノシル-L-メチオニン + グルクロノキシラン D-グルクロン酸{\displaystyle \rightleftharpoons }S-アデノシル-L-ホモシステイン + グルクロノキシラン 4-O-メチル-D-グルクロン酸
従って、この酵素の2つの基質はS-アデノシル-L-メチオニンとグルクロノキシラン D-グルクロン酸、2つの生成物はS-アデノシル-L-ホモシステインとグルクロノキシラン 4-O-メチル-D-グルクロン酸である。
この酵素は、転移酵素、特に1炭素基を転移させるメチルトランスフェラーゼのファミリーに属する。系統名は、S-アデノシル-L-メチオニン:グルクロノキシラン-D-グルクロン酸 4-O-メチルトランスフェラーゼである。